# Seven Deadly
Seven Deadly es el vigésimo álbum de estudio de la banda británica de hard rock y heavy metal UFO, publicado en 2012 por el sello SPV/Steamhammer Records. Debutó en el puesto 63 en la lista UK Albums Chart del Reino Unido en marzo del mismo año.
Antes de su grabación el bajista Pete Way se retiró de la banda, siendo Lars Lehmann el músico de sesión que cumplió con dicho puesto. Para la gira promocional fue invitado el bajista Rob De Luca, conocido por participar en las giras de Sebastian Bach.

## Lista de canciones
| N.º | Título                  | Escritor(es)  | Duración |  |
| 1.  | «Fight Night»           | Mogg, Raymond | 4:34     |  |
| 2.  | «Wonderland»            | Mogg, Moore   | 5:08     |  |
| 3.  | «Mojo Town»             | Mogg, Moore   | 3:56     |  |
| 4.  | «Angel Station»         | Mogg, Moore   | 6:23     |  |
| 5.  | «Year of the Gun»       | Mogg, Raymond | 4:07     |  |
| 6.  | «The Last Stone Raider» | Mogg, Moore   | 3:52     |  |
| 7.  | «Steal Yourself»        | Mogg, Moore   | 4:46     |  |
| 8.  | «Burn Your House Down»  | Mogg, Moore   | 4:58     |  |
| 9.  | «The Fear»              | Mogg, Raymond | 3:44     |  |
| 10. | «Waving Good Bye»       | Mogg, Moore   | 5:12     |  |

| Pistas adicionales en la edición limitada |                     |               |          |  |
| N.º                                       | Título              | Escritor(es)  | Duración |  |
| 11.                                       | «Other Men's Wives» | Mogg, Moore   | 3:53     |  |
| 12.                                       | «Bag o' Blues»      | Mogg, Raymond | 3:03     |  |

## Músicos
- Phil Mogg: voz
- Vinnie Moore: guitarra líder
- Paul Raymond: teclados y guitarra rítmica
- Andy Parker: batería
- Lars Lehmann: bajo (músico de sesión)